# Nova Aliança (Bíblia)
La Nova Aliança (Hebreu ברית חדשה  berīt khadashah (?·pàg.) pronunciació hebrea: [ beˈʁit χaˈdaʃah]; Grec koiné διαθήκη καινή diathḗkē kainḗ pronunciació grega: [ðiaˈθici ceˈni]) és una interpretació bíblica original derivada d'una frase continguda al Llibre de Jeremies (Jer 31:31-34), a la Bíblia hebrea (o l'Antic Testament de la Bíblia cristiana).
En general, els cristians creuen que la Nova Aliança promesa es va instituir a l'Últim Sopar com a part de l'Eucaristia; així en l'Evangeli de Lluc diu "Aquesta copa és la nova aliança segellada amb la meva sang, vessada per vosaltres.". que, en l'Evangeli de Joan, inclou el Nou manament. Basat en el passatge bíblic que diu que, "En efecte, perquè un testament entri en vigor, ha de constar la mort del testador; un testament sols és efectiu si el testador ha mort, ja que, mentre viu, el testament no val.", Els protestants tendeixen a creure que la Nova Aliança només va entrar en vigor amb la mort de Jesús. El comentari a la New American Bible (Nova Bíblia Americana) de la Catòlica Romana també afirma que Crist és el "testador, la mort del qual posa en vigor la seva voluntat". Així, els cristians creuen que Jesús és el mediador de la Nova Aliança, i també creuen que la sang de Crist, que es va vessar durant la seva crucifixió, és l'únic sacrifici de sang requerit pel pacte.
Hi ha diverses escatologies cristianes que defineixen encara més la Nova Aliança. Per exemple, l'escatologia inaugurada defineix i descriu la Nova Aliança com una relació contínua entre els creients cristians i Déu que estarà en plena fructificació després de la Segona vinguda de Crist; és a dir, no només estarà en plena fructificació en els cors creients, sinó que també ho farà en el món que vindrà.